# Sanglas

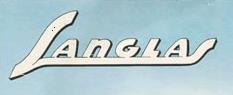
Firmenlogo Sanglas S.A.

Sanglas war ein spanischer Motorradhersteller in Katalonien, der von 1942 bis zum Ende der 1970er Jahre existierte. Während der Franco-Zeit, als eine einhundertprozentige Importsteuer auf ausländische Fahrzeuge den Import von Motorrädern unerschwinglich machte, waren Modelle der Marke Sanglas die hubraumstärksten Motorräder auf Spaniens Straßen. Sie besaßen Einzylinder-Viertaktmotoren mit bis zu 750 cm³ Hubraum. Ab dem Ende der 1970er Jahre baute Sanglas ein zweizylindriges Modell, verschwand wenig später aber vom Markt.

## Geschichte

### Ursprung
Sanglas wurde 1942 von den beiden Brüdern Xavier und Martí Sanglas in Barcelona gegründet. Die Firmenbezeichnung lautete bis 1945 „Motores Vellino“. Zunächst wurden Motoren für Landwirtschaft und Industrie gebaut, die hauptsächlich zum Antrieb von Wasserpumpen und Dreschmaschinen oder zur Stromerzeugung dienten.

Ersatzteilhandbuch (Titelseite)
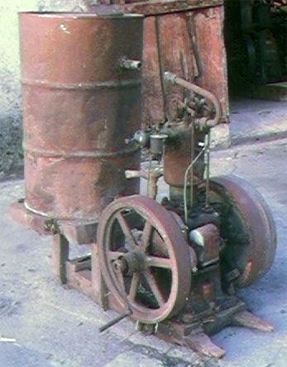
Originalzustand
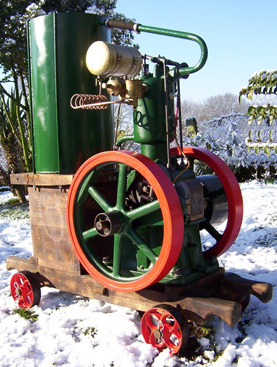
Nach der Grundüberholung im Jahre 2004

Dieser Motor mit der Serien-Nummer 2224 ist eine Version, die mit Öl (Diesel) betrieben wird. Er hat die für die damalige Zeit typische stehende Zylinderanordnung. Die Magnetzündung stammt von Bosch. Die angekoppelten Pumpen arbeiten nach dem Thermosiphoneffekt.

### Sanglas S.A.
Xavier und Martí Sanglas planten früh, Motorräder mit großem Hubraum für den Alltagsbetrieb zu bauen. Motores Vellino ging in der Firma „Sanglas S.A.“ auf, deren Ziel es war, eine Alternative zu den damals bekannten Marken BMW, Zündapp, DKW, A.J.S. und BSA zu bieten, die im Zweiten Weltkrieg auch Modelle für den militärischen Einsatz geliefert hatten.
1945 erschien das erste Modell vom Typ 350 c.c auf der Messe in Barcelona. Aus dieser Zeit stammen auch die ersten Dokumentationen. Die ersten Vertragshändler nahmen ihren Betrieb auf. Aus dem Basismodell der Typenreihe 350 c.c (1945 bis 1947) entstanden die Typen 350/A, 350/B, 350/2, 350/3 und 350/4. Die erste 350 c.c erhielt in Barcelona die Straßenzulassung mit dem Kennzeichen B-75205. Sie steht heute im Ausstellungsraum der Fundacion Can Costa. 1947 begann die Serienfertigung mit modernen Werkzeugmaschinen in der neu gebauten Sanglas-Fabrik in Barcelona, die eine Fläche von 12.000 Quadratmetern einnahm. 1948 wurden bereits mehr als 100 Arbeiter beschäftigt, Schwerpunkte waren die Massenfertigung von Krafträdern und die Entwicklung von Leichtkrafträdern. Zielgruppe waren Arbeiter und die Landbevölkerung. Das erste Modell war mit einem Motor von 347,75 Kubikzentimeter (Bohrung × Hub: 69 × 93 mm) ausgerüstet und leistete 14,4 PS bei 4.800/min. 1952 wurden als Weiterentwicklung dieser Reihe Modelle mit anderen Rahmen und Fahrwerken angeboten.

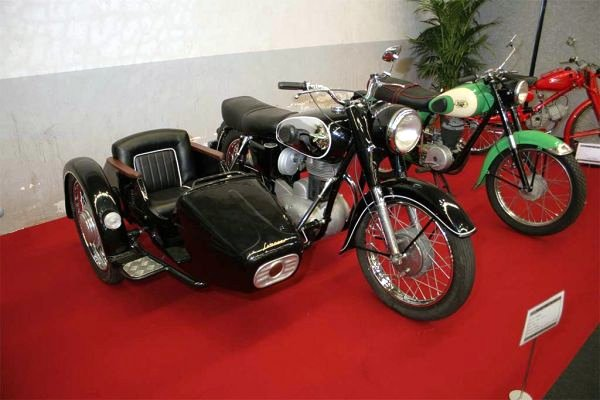
Sanglas 350 / 4 mit Seitenwagen Bj. 1957

1954 gewann der spanische Rennfahrer José Raja das 24-Stunden-Rennen von Montjuïc mit einem Prototyp, der bereits mit hydraulischen Stoßdämpfern und einer Schwinggabel versehen war. Auf dieser Basis entstanden die Modellreihen 350/4 und die Serie 500/3. Ein vierrädriges Motorrad (heute als Quad bekannt) wurde kurze Zeit angeboten, traf aber auf wenig Interesse. Die Produktion wurde bald wieder aufgeben.
1957 stellte Sanglas auf der Messe in Barcelona ein Leichtmotorrad mit einem Fiberglasrahmen  vor. Diese Bauweise wurde beim Modell Montaña II in die Serienfertigung eingeführt. Die Montaña II leistete 25 PS, 1958 wurden 500 Exemplare produziert. Im selben Jahr baute Sanglas ein neues Werk in L’Hospitalet bei Barcelona. Dort entstanden 200 weitere Arbeitsplätze zur Serienfertigung der Baureihe 400.
Anfang 1959 wurden auch in England Sanglas-Motorräder gebaut, die dort unter dem Handelsnamen Rovena vertrieben wurden. Die Bezeichnung stammte von Javier Sanglas. Wegen seiner Begeisterung für die italienische Stadt Verona entwarf er diesen Kunstnamen, der auf einer Umstellung der Silben beruhte (Verona - Rovena). In dem englischen Werk wurden zwei Varianten gefertigt, die „Rovena 250 c.c“ und „Rovena 250 c.c SPORT“. Sie hatten Zweitaktmotoren von Hispano Villiers S.A mit 249,4 cm³ Hubraum, einer Leistung von 20 PS bei 6.500/min. und 17"-Laufräder aus Aluminium. Die Spitzengeschwindigkeit lag bei 135 km/h.
Erneut versuchte Sanglas in dieser Zeit, Quads zu verkaufen, die nun aber aus Faserverbundstoffen hergestellt waren. Die Fahrzeuge waren mit dem Motor der Serie "Cromática" mit 295 Kubikzentimeter und 13 PS Leistung bei 6000/min bestückt.
1960 kam in Barcelona die Motorradserie 100 c.c. auf den Markt. Sie wurde in vier Varianten geliefert. Der Zündapp-Zweitaktmotor wies einen Hubraum von 98 cm³ aus und gab 8,5 PS an das Schaltgetriebe ab. Neu waren der Verschieberäderblock des Getriebes und die hydraulische Bremsanlage. Die Bremstrommeln der Aluminium-Speichenräder hatten einen Durchmesser von 14 cm vorne und 18 cm hinten. Die Endgeschwindigkeit betrug 115 km/h. Die Preise der Serien 350/4, 400 und 500/3 lagen zwischen 37.000 und 56.500 Peseten.
1964 erschien die Sanglas 400 c.c. Sie war etwas kleiner und leichter als ihr Basismodell der Reihe 350. Mit dem verbesserten Einzylinder-Motor von 423 cm³ und dem ebenfalls neuen 30-mm-Vergaser von Amal erreichte die 400 c.c. 30 PS bei 6.500/min. Zielgruppen waren der öffentlichen Dienst und Privatverbraucher. Die 18"-Räder besaßen vorne 3.25×18- und hinten 3.50×18-Reifen. Das ebenfalls neue Vier-Gang-Getriebe besaß eine Fußschaltung. Die Maschine erreichte eine Höchstgeschwindigkeit von 160 km/h. Der Benzinverbrauch bei einer Reisegeschwindigkeit von 100 km/h lag bei 3,5 Liter je 100 Kilometer. Erstmals wurde eine 12-Volt-Lichtmaschine eingesetzt, die einen Akkumulator mit 12 Amperestunden speiste. Teile des Tanks waren verchromt, Lackierungen wurden in den vier Farben Schwarz, Grün, Blau und Lachs angeboten. Das Gewicht der 400 c.c. betrug 160 Kilogramm. Das Modell wurde bis Ende 1973 gebaut.
1971 folgte die 400 T, die bis 1973 ihre Käufer fand. Das T stand für Tourismo, die Fahrwerksabstimmung war entsprechend abgestimmt. Der Kettenkasten war komplett verkleidet. Der Tachometer kam von VDO. Das Schutzblech war verchromt, das Modell besaß die bekannten 18″-Alu-Speichen-Laufräder und Bremsen mit erweiterter Bremsfläche. Der Einzylinder-Monoblockmotor besaß einen Hubraum von 423 cm³ und leistete 30 PS. Damit war die 400 T besonders gut für Touren geeignet. 1973 wurde auf ihrer Basis die 400 E gebaut. Sie hatte erstmals einen elektrischen Anlasser von Bendix, eine doppelte Ölpumpe versorgte den Motor mit Schmier- und Kühlöl.
1965 begann die Produktion von preiswerten Mopeds mit 49 cm³-Motoren und einem für damalige Bauweisen geringen Gesamtgewicht von 68 Kilogramm. Der Markt zeigte sich gegenüber diesen Leichtgewichten ablehnend. Erst Jahre später waren diese Neuerungen von Erfolg gekrönt. Die Sanglas 50 c.c wurde mit einem Zweitaktmotor von Zündapp bestückt, der bei einem Hubraum von 49 cm³ eine Leistung von 5,1 PS bei 7.700/min erreichte. Das Modell verfügte über eine Viergangschaltung und erreichte eine Höchstgeschwindigkeit von 90 km/h. Die Lichtmaschine gab 18 Watt Leistung ab. Auf dem Automobilsalon 1970 in Barcelona war die Sanglas 50 c.c wegen des Preis-Leistungs-Verhältnisses eine Sensation.
Im Januar 1967 präsentierte Sanglas eine Maschine mit 500 cm³, die für die Behörden und Militärs vorgesehen war. Die Tochter Rovena entwickelte ein Leichtkraftrad, das mit Zweizylinder-Zweitakt-Motoren von Hispano Villiers mit 250 bzw. 350 cm³ ausgerüstet war. Die Preise der Serien 350/4, 400 und 500/3 lagen in dieser Zeit zwischen 37.000 und 56.500 Peseten.

## Liste der Modelle
mit Fertigungszeitraum

Die Liste erhebt keinen Anspruch auf Vollständigkeit.
- 350 c.c (1945–1947)
- 350 c.c (1947–1950)
- 350 B (März 1950 – Juni 1953)
- 350 C (Juli 1953 – Dezember 1953)
- 350/3 und 500/2 (1953–1955)
- 350/3 und 500/2 (1955–1956)
- 350/3 und 500/2 (1956–1963)
- 350/4 und 500/3 (1958–1960)
- 100 c.c. (1960–)
- 350/4 und 500/3 (1960–1963)
- 350/4 und 500/3 (1963–1964)
- 350/4 und 350/2 (1959–1961)
- 50 c.c (1965–1969)
- 295 (1959–1961)
- 295/1 (1961–1969)
- 50 „PLEGABLE“ (faltbar) (1970)
- 400 (1964–1973)
- 400 T (1971–1973)
- 400 E (1973–1976)
- 400 F (1976–1980)
- 500 S (1976–1978)[1]
- 500 S2 (1978–1979)
- 500 S2 V5 (1979–1981)

## Prototypen

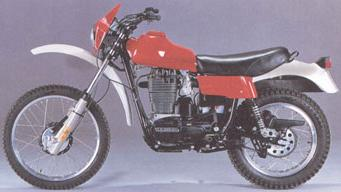
Sanglas 500 TT Bj. 1979

Diese Modelle gingen nie in die Serienfertigung ein.
- 500 c.c. BS (1949–1952)
- 500 c.c. TT ENDURO (1979)
- 750 c.c. Einzylinder (1976)
- Sanglas "MILITAR" (1961) Melderkrad mit Zweitaktmotor
- Sanglas "MILITAR-BOOT" Seitenwagenversion mit MG-Ausrüstung. 20 Stück wurden an das Militär geliefert. Sie dienen der Geländeerkundung.